# 新水神橋
新水神橋（しんすいじんばし）は、長野県伊那市の天竜川に架かる橋。国道153号と長野県道19号伊那辰野停車場線を結ぶ。

## 概要
- コンクリート製の桁橋。
- 歩道が設置された2車線の道路。
- 北側の欄干には、伊那節を踊る人のモニュメントが設置されている。